# Brug bij Lummen (Genenbos)
De brug bij Lummen (BR24) is een brug over het Albertkanaal (bij km 63.675, gemeten vanaf het begin van het Albertkanaal in Luik) in de Belgische gemeente Lummen (in het gehucht Genenbos). Deze brug is bedoeld voor wegverkeer en voert de Genenbosstraat van west naar oost over het kanaal.

## Geschiedenis

### Eerste brug (over het Aftakkingskanaal naar Hasselt)
De eerste brug van Lummen was een brug over het Aftakkingskanaal naar Hasselt, situeerde zich iets meer naar het zuiden dan de huidige brug en was gelegen tussen de huidige Schippersstraat en Industriestraat. Deze brug is duidelijk te zien op de topografische kaart van 1873. Over deze brug is echter niet veel info terug te vinden.

### Tweede brug (over het Albertkanaal) (rond 1939)
Bij de aanleg van het Albertkanaal werd het Aftakkingskanaal naar Hasselt verbreed en opgenomen in het nieuwe kanaal. Doordat het Albertkanaal breder werd dan het oorspronkelijke kanaal, was het ook nodig om nieuwe bruggen te bouwen. De tweede brug bij Lummen werd rond 1939 gebouwd iets noordelijker dan de oorspronkelijke locatie en voerde de Genenbosstraat (toen nog "Brugstraat" genoemd) over het kanaal. Op de topografische kaart van 1939 is duidelijk te zien dat de brug reeds op de locatie van de huidige brug was te vinden. Deze brug was een stalen boogbrug.
Aan het begin van de Tweede Wereldoorlog, op 10 mei 1940, naderden er Duitse tanks vanuit Zolder richting de brug, waarop deze door de Belgische genie samen met de brug van Viversel werd opgeblazen. De brug wordt, om precies te zijn, om 16u50 op 10 mei 1940 opgeblazen.

### Derde brug (1959)
De derde brug was een betonnen liggerbrug gebouwd volgens de plannen van mei 1959. Deze brug had een doorvaarthoogte van 7.5m en een doorvaartbreedte van 50m. Deze doorvaartbreedte was afgestemd op de breedte van het kanaal vóór de kanaalverbreding van 1969. Dit was ook duidelijk te zien aan de versmalling onder de brug. De brug is tijdens de nacht van zaterdag 27 op zondag 28 juni 2020 afgebroken m.b.v. een nieuwe techniek waarbij het overspannende gedeelte niet kapot werd geknipt maar werd uit-gehesen met twee telescoopkranen in verschillende stukken.

### Vierde (nieuwe) brug (2020-2021)
Omdat de doorvaarthoogte en de breedte onder de oude bruggen van het Albertkanaal een bottleneck vormden voor de binnenscheepvaart en hierdoor de capaciteit niet verder kon oplopen, heeft men beslist om alle bruggen over het kanaal te verhogen tot een vrije doorvaarthoogte van 9.10m. Dit maakt het mogelijk om binnenschepen met vier lagen containers veilig en vlot te laten varen.
Een nieuwe hogere stalen boogbrug werd ter hoogte van het bedrijventerrein Lummen-Gestel geassembleerd en werd op 15 november 2020 geplaatst. Deze brug werd gebouwd volgens het principe van de ‘generieke bruggen’ die op verschillende locaties langs het Albertkanaal gebruikt worden. Op 12 maart 2021 werd ze open gesteld voor alle verkeer. Deze nieuwe brug heeft een doorvaarthoogte van 9.1m, een doorvaartbreedte van 86m en een totale lengte van 123m. Het hoogste punt van de boog bevindt zich op 23m boven het brugdek.
Mijlpalen bij de bouw van de nieuwe brug:
- December 2019: Start van wegen- en rioleringswerken aan de Genenbosstraat (tussen de ovonde en de Kanaalstraat). Waarbij de oude brug gebruikt werd als omleiding voor het verkeer komende van het industrieterrein Lummen-Gestel.
- Maart-april 2020: onderbreking van de wegenwerken aan de Genenbosstraat vanwege de corona-lockdown.
- Mei-juni 2020: versnelde afwerking van de wegenwerken aan de Genenbosstraat en aanleg van een voorlopige rijweg lateraal aan de Kanaalstraat. Deze voorlopige rijweg zorgde ervoor dat het verkeer komende van het bedrijventerrein Lummen-Gestel zonder hinder naar de Genenbostraat kon rijden.
- Maandag 22 juni 2020: oude brug werd afgesloten voor het verkeer, zodat de voorbereidingen van de sloop konden gebeuren.
- Woensdag 24 juni 2020: de onderdelen van de nieuwe brug kwamen aan per schip ter hoogte van het speciaal aangelegde montageterrein aan de Kanaalstraat (ter hoogte van Comfort Energie).
- Zaterdag 27 en zondag 28 juni 2020: De derde brug werd gesloopt waarbij het middendeel niet werd "stuk geknabbeld" zoals bij eerder gesloopte bruggen over het Albertkanaal. Bij deze brug werden voor het eerst de balken van het middendeel los gezaagd en aan de hand van een duolift met telescoopkranen eruit gehesen en aan wal afgebroken.[8] De hijswerken verliepen vlotter dan verwacht waardoor op zondagochtend om 6u15 de scheepvaart op het kanaal hervat kon worden. Dit alles werd via een livestream in beeld gebracht, waardoor het aantal toeschouwers geminimaliseerd kon worden vanwege het coronavirus.
- In de week van 29 juni 2020: afbraak van de landhoofden.
- Vanaf 26 augustus 2020: heien van de nieuwe damwanden voor de verbreding van het kanaal onder de nieuwe brug.
- Week van 5 oktober 2020: aanleg van de betonboorden en eerste asfaltlaag aan de westzijde van het kanaal.
- Zaterdag 14 november 2020: de geprefabriceerde brug werd ter hoogte van het bouwterrein aan de Kanaalstraat (Lummen) op een ponton geladen.
- Zondag 15 november 2020: vanaf 6u30 werd de nieuwe brug ingevaren. De werken waren vanwege het coronavirus te volgen via een livestream op de website van "De Vlaamse Waterweg nv", zodat het aantal kijklustigen beperkt bleef. De brug lag rond 13u op zijn definitieve plaats.[9]
- Maandag 16 tot en met zaterdag 28 november 2020: plaatsing betonbewapening op het brugdek
- Maandag 30 november en dinsdag 1 december 2020: storten en vlinderen van het beton op het brugdek.
- Week van 7 december 2020: de nieuwe rotonde werd tijdelijk opengesteld voor eenrichtingsverkeer (met verkeerslichten) aan de westzijde van het kanaal, omdat er nutsleidingen onder de tijdelijke rijweg moesten worden geplaatst.
- Vrijdag 18 december 2020: bij aanvang van de kerstvakantie werd de brug voor voetgangers en fietsers opengesteld, zodat deze niet meer via de omleiding langs de brug van Viversel moesten omrijden. De rijweg had hiervoor een tijdelijke aansluiting met betonpuin gekregen. De rotonde werd terug afgesloten voor het overige verkeer.
- Vrijdag 8 januari 2021: demonteren van de vier blauwe transportbeugels die over enkele trekstangen tussen de boog en het brugdek stonden.
- Maandag 8 t/m vrijdag 12 februari 2021: werken liggen stil vanwege het ijskoude weer.
- Maandag 15 t/m vrijdag 19 februari 2021: aanbrengen van de waterkerende laag op het brugdek.
- Maandag 22 t/m vrijdag 26 februari 2021: om de eerste asfaltlaag aan te brengen op het brugdek, werd de brug tijdens de week afgesloten voor voetgangers en fietsers. Verder werd er op de fietspaden richting de brug ook een eerste asfaltlaag aangebracht.
- Woensdag 3 maart 2021: aanbrengen van de bovenste asfaltlaag op de brug, op de wegen naar de brug en op de fietspaden.
- Woensdag 10 maart 2021: testen van de draagkracht of veerkracht (doorzakking) van de brug onder belasting van geladen vrachtwagens.
- Donderdag 11 maart 2021: openstellen van de rotonde op de linkeroever van het kanaal.
- Vrijdag 12 maart 2021 om 12:00: openstellen van de Genenbosstraat over de nieuwe brug voor alle verkeer.
- Week van 15 maart 2021: opbreken van de tijdelijke rijweg naar het industrieterrein van Lummen-Gestel op de linker oever van het Albertkanaal.
- Week van 29 maart 2021: verbreden van het kanaal onder de brug. De grond die hierbij werd uitgegraven, werd gebruikt om het talud aan de westzijde van het kanaal te verstevigen (ter hoogte van de tijdelijke rijweg naar het industrieterrein Lummen-Gestel).
- Donderdag 1 april 2021: asfaltering van het jaagpad aan de oostzijde (rechteroever) van het kanaal (inclusief aansluitings-fietspaden naar de brug).
- Vrijdag 16 April 2021: opening jaagpad op de rechteroever van het kanaal.

## Afbeeldingen

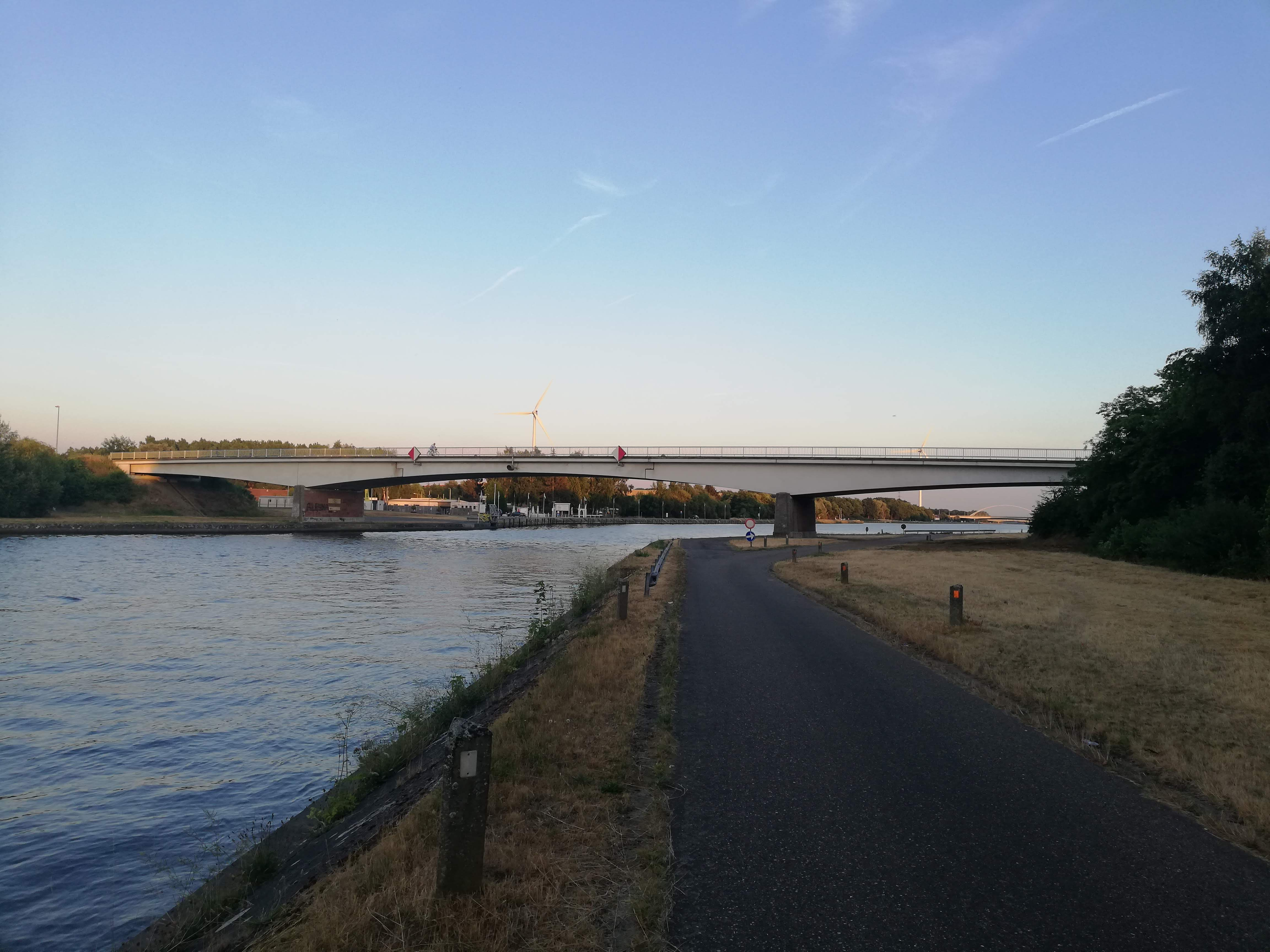
17 juli 2018: Oude brug bij Genenbos
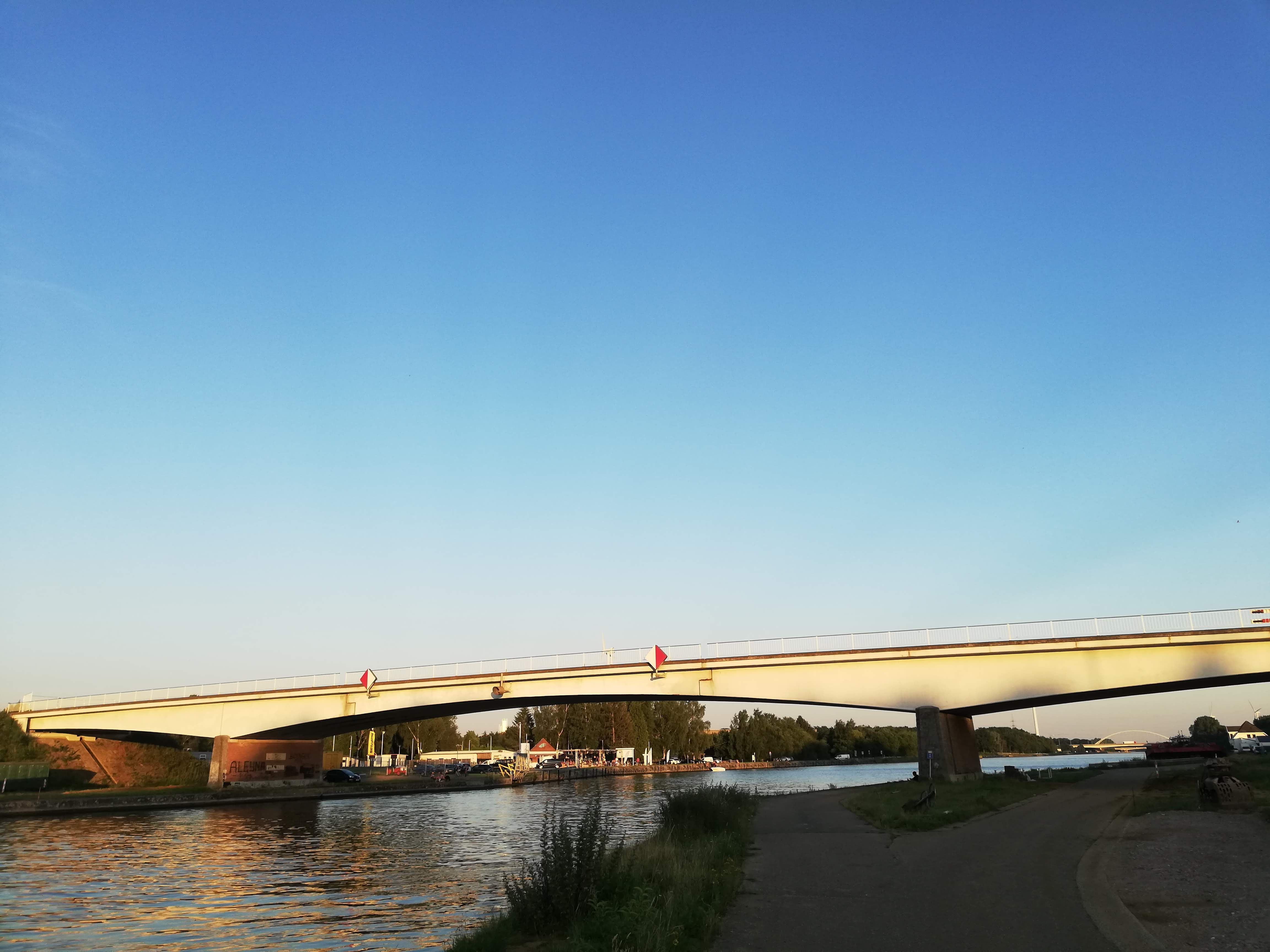
24 juni 2020: Oude (3de) brug bij Genenbos net voordat ze werd afgebroken.
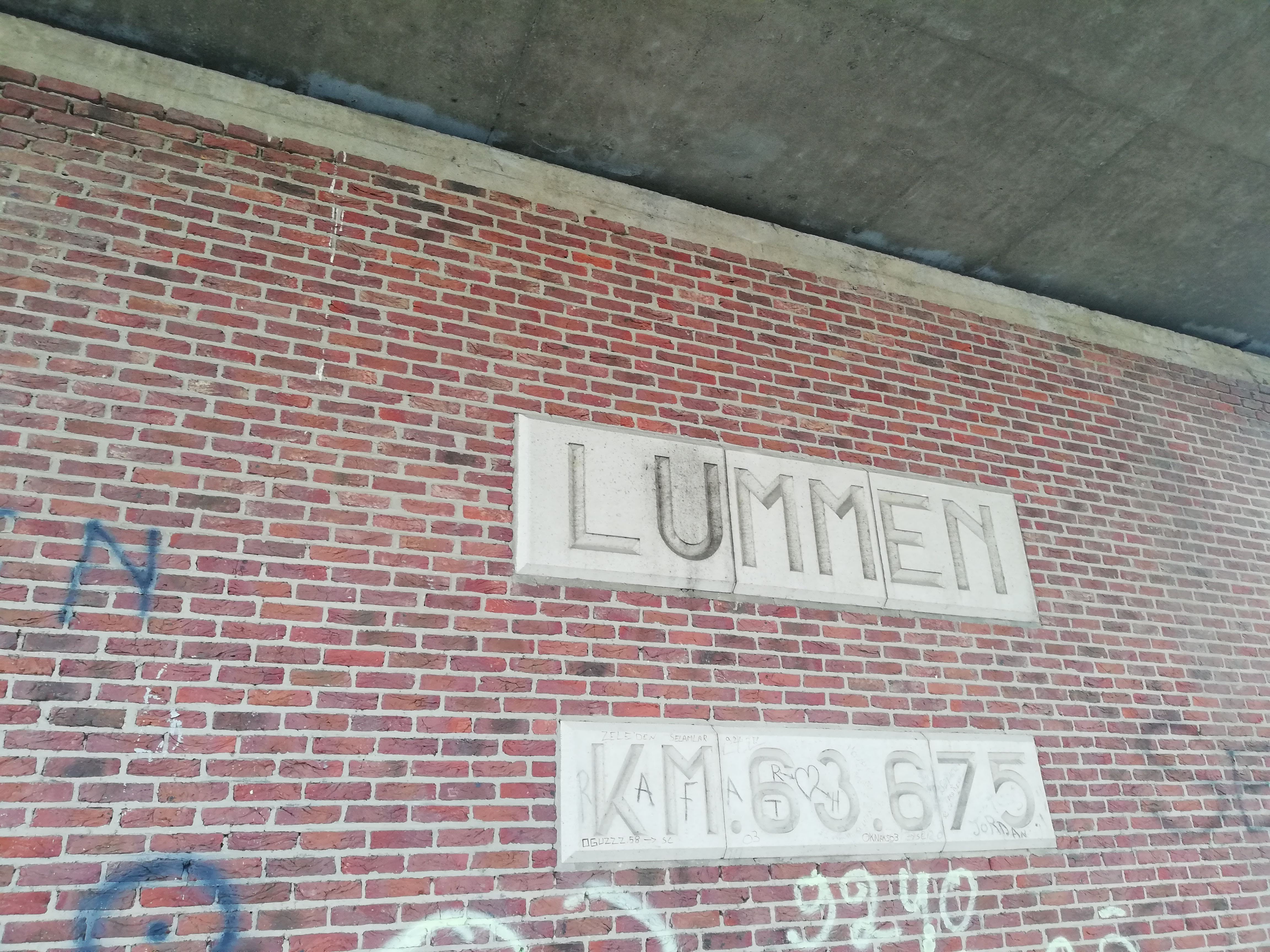
24 juni 2020: Kilometeraanduiding onder de derde brug van Genenbos/Lummen
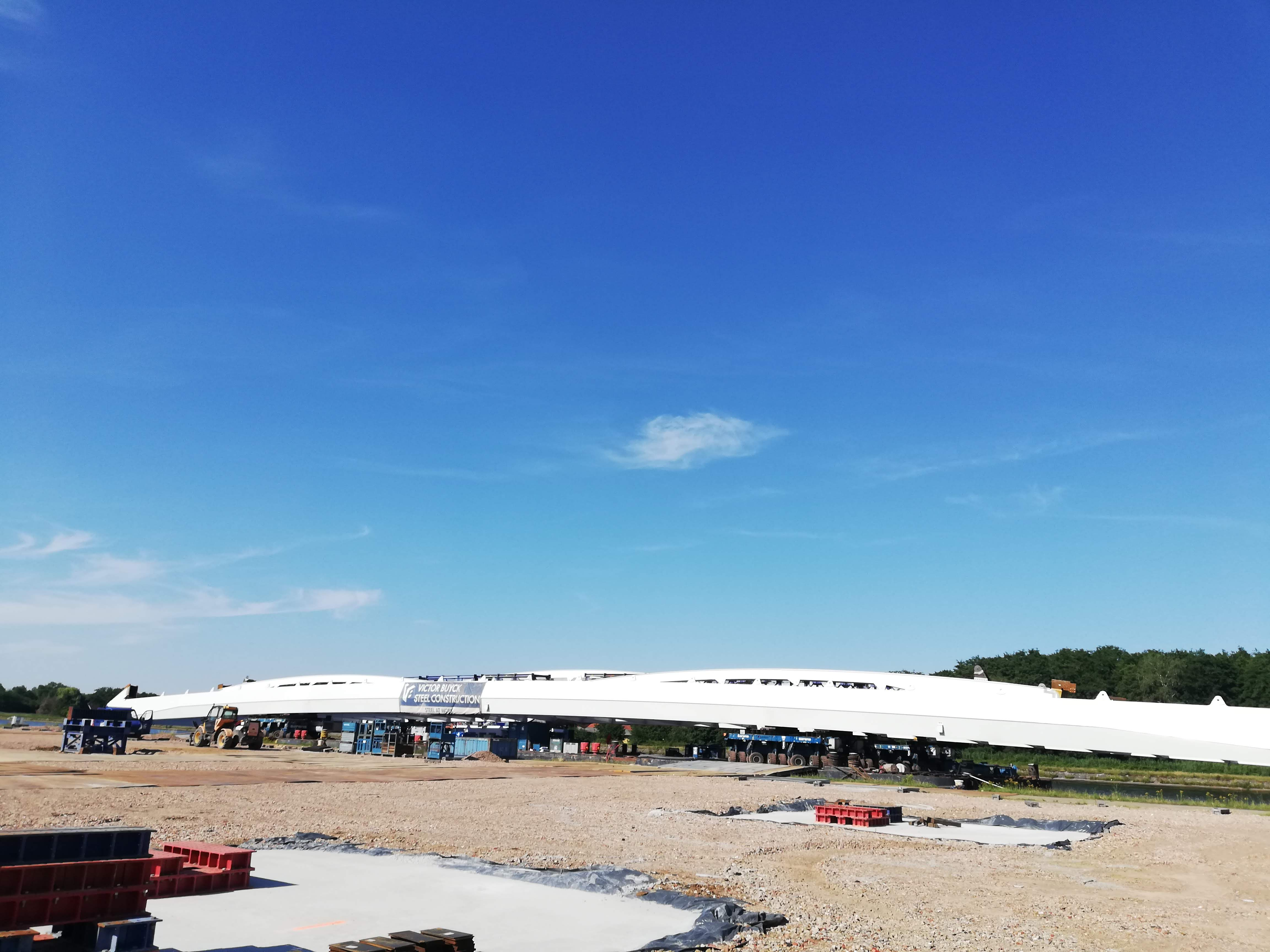
24 juni 2020: Aankomst eerste onderdelen van nieuwe (4de) brug Genenbos
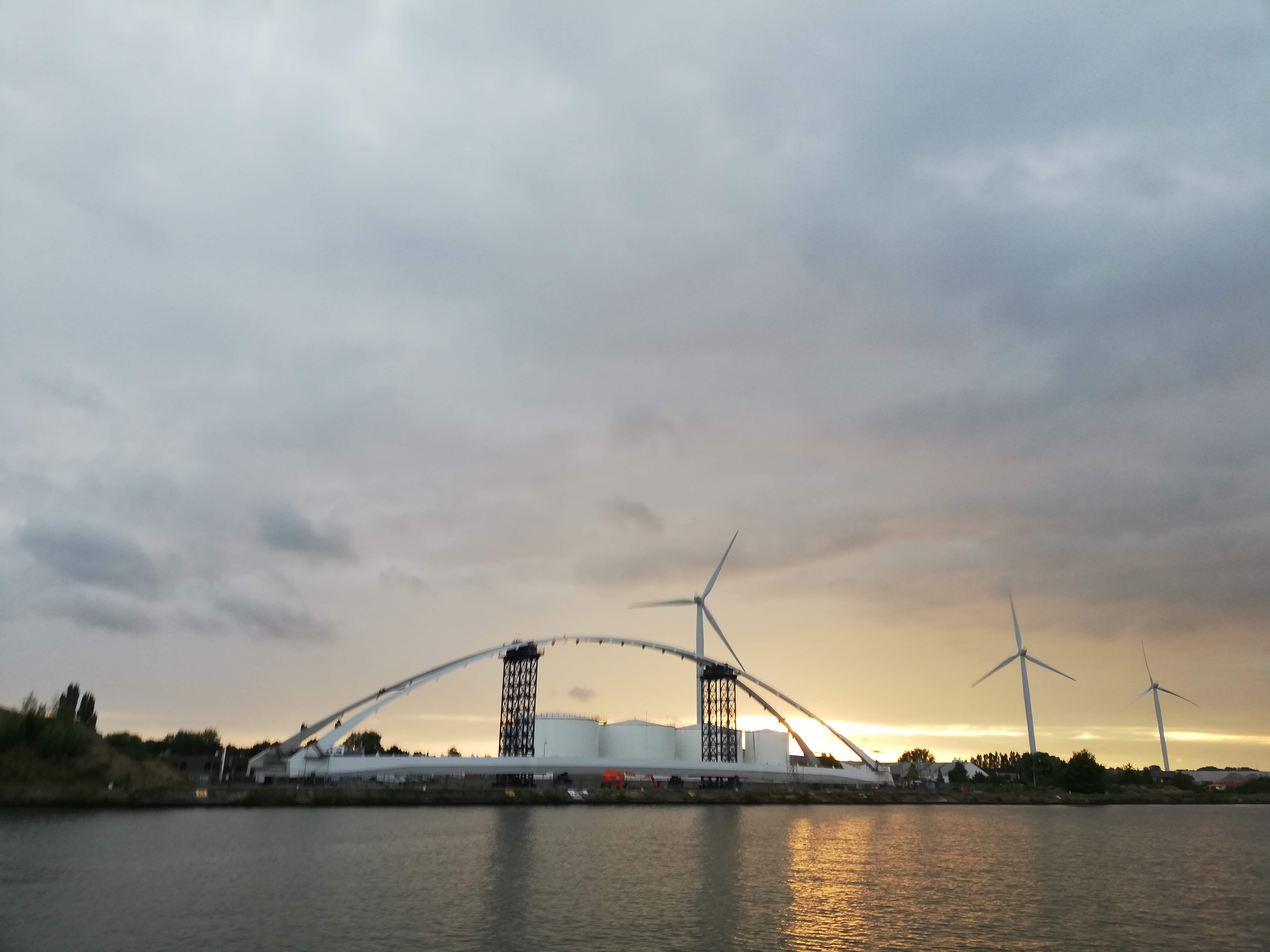
16 juli 2020: Bouw nieuwe brug van Genenbos op het montage-terrein.
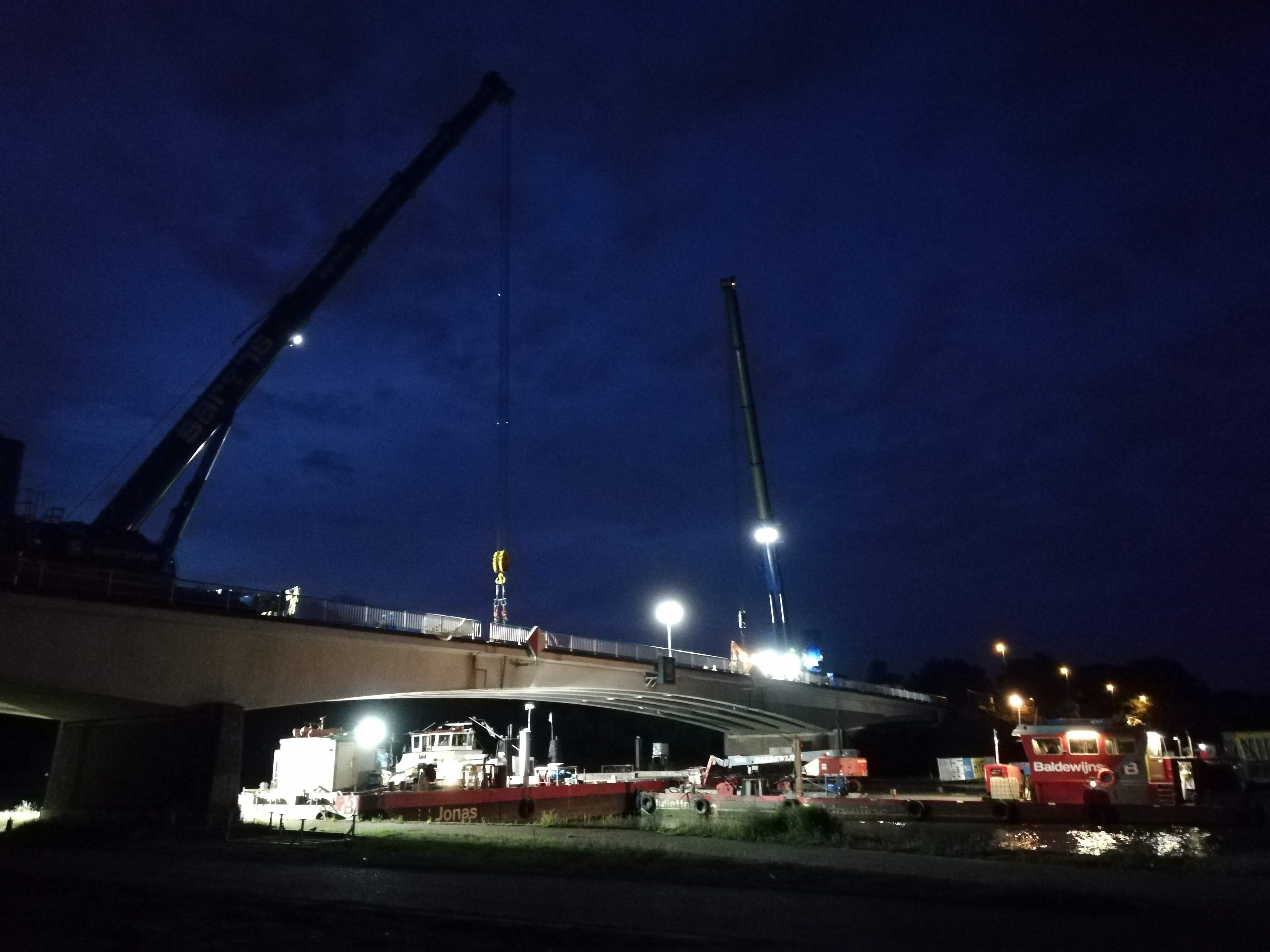
27 juni 2020: uitheffen van het middendeel van de derde brug
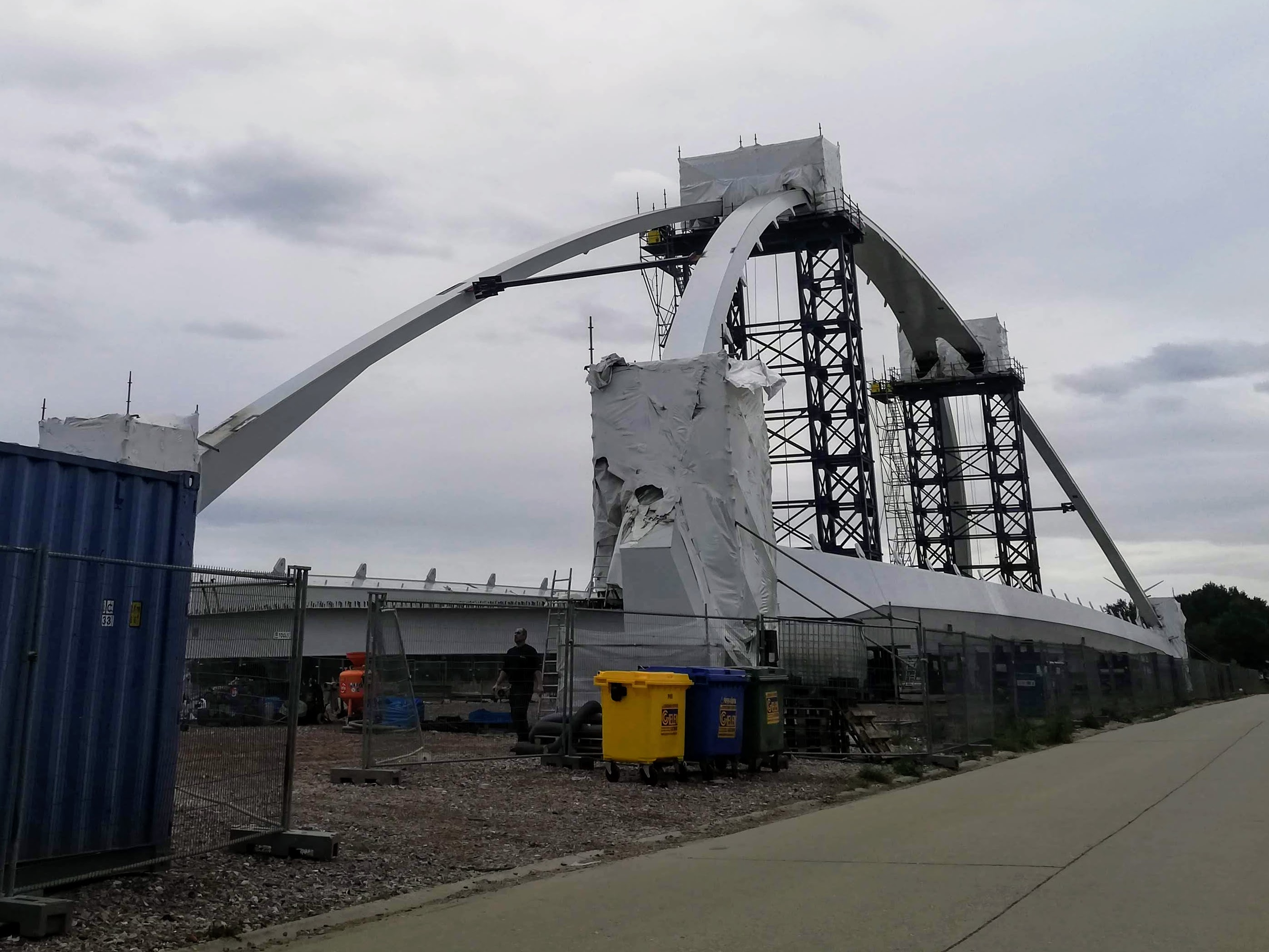
24 september 2020: Assemblage van de nieuwe brug op het montage-terrein
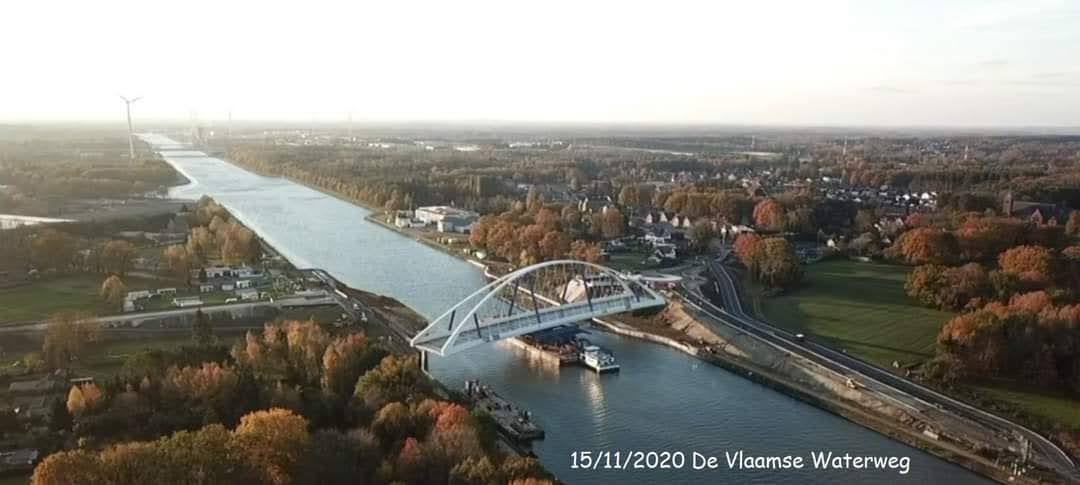
15 november 2020: dronebeeld van het invaren van de nieuwe brug
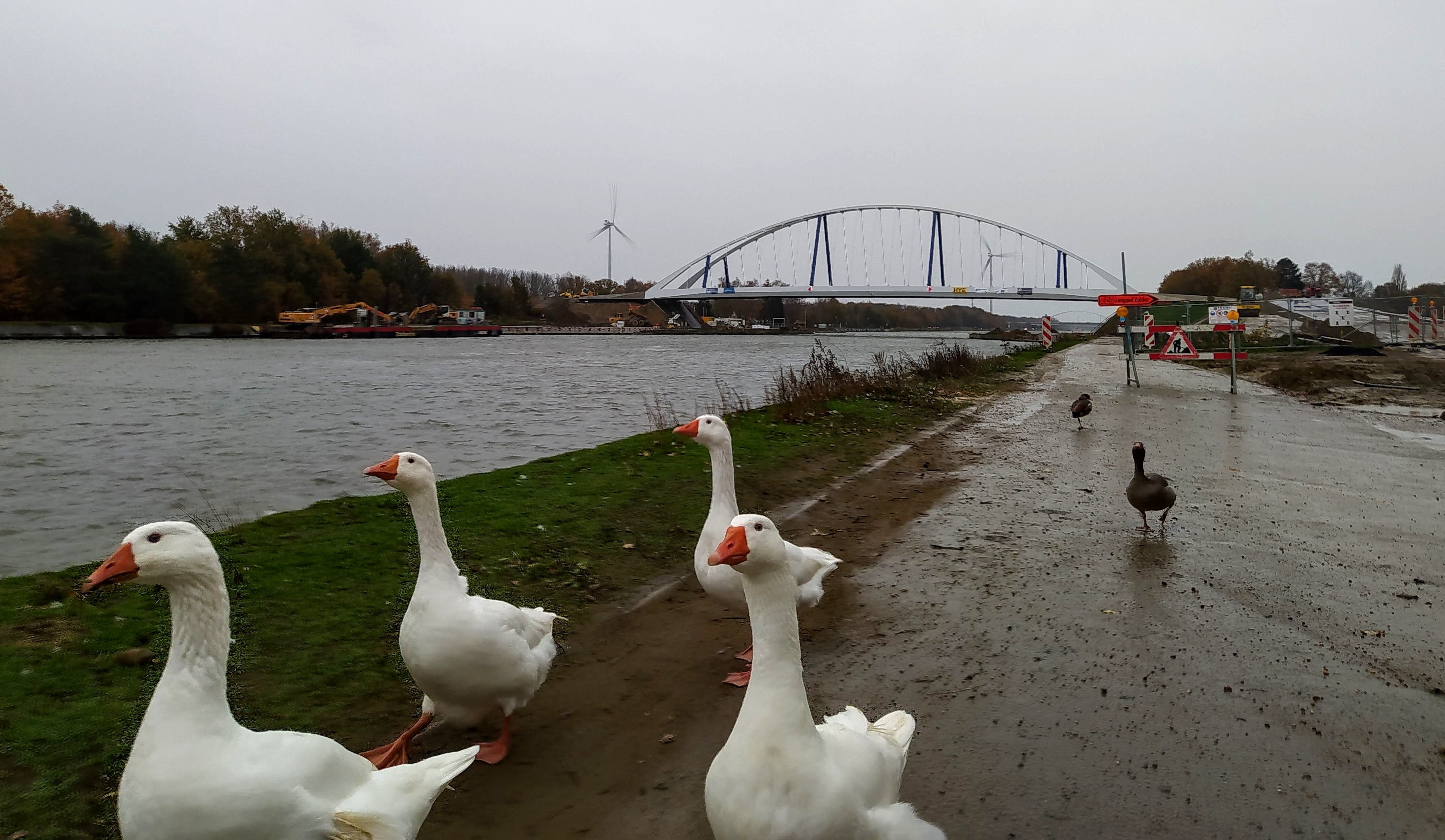
15 november 2020 rond 15u30: de brug bij Genenbos net ingevaren
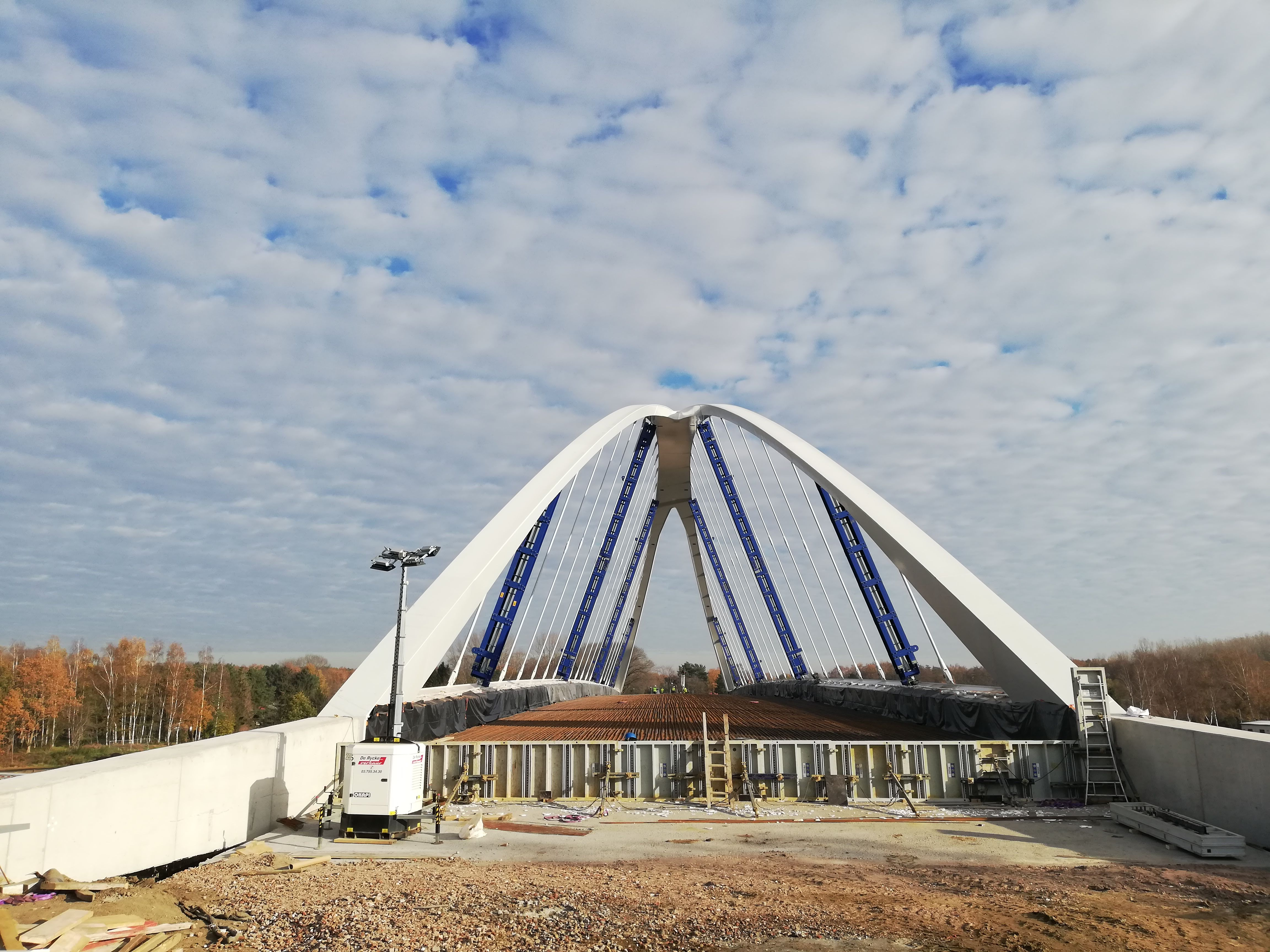
28 november 2020: betonbewapening geplaatst op het brugdek van de nieuwe brug (gezien van west naar oost)
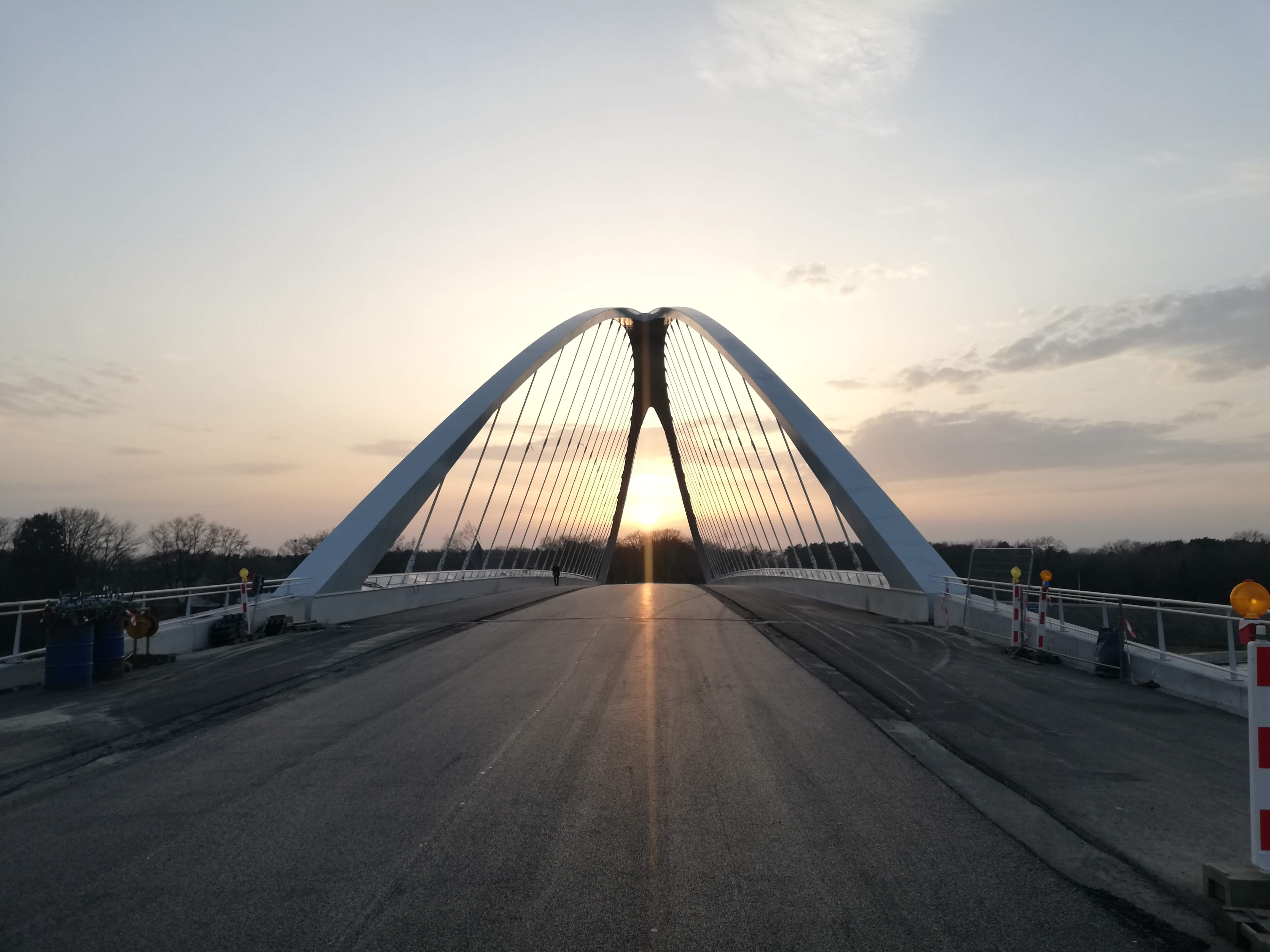
3 maart 2021: bovenste asfaltlaag net aangebracht op de brug (gezien van oost naar west)
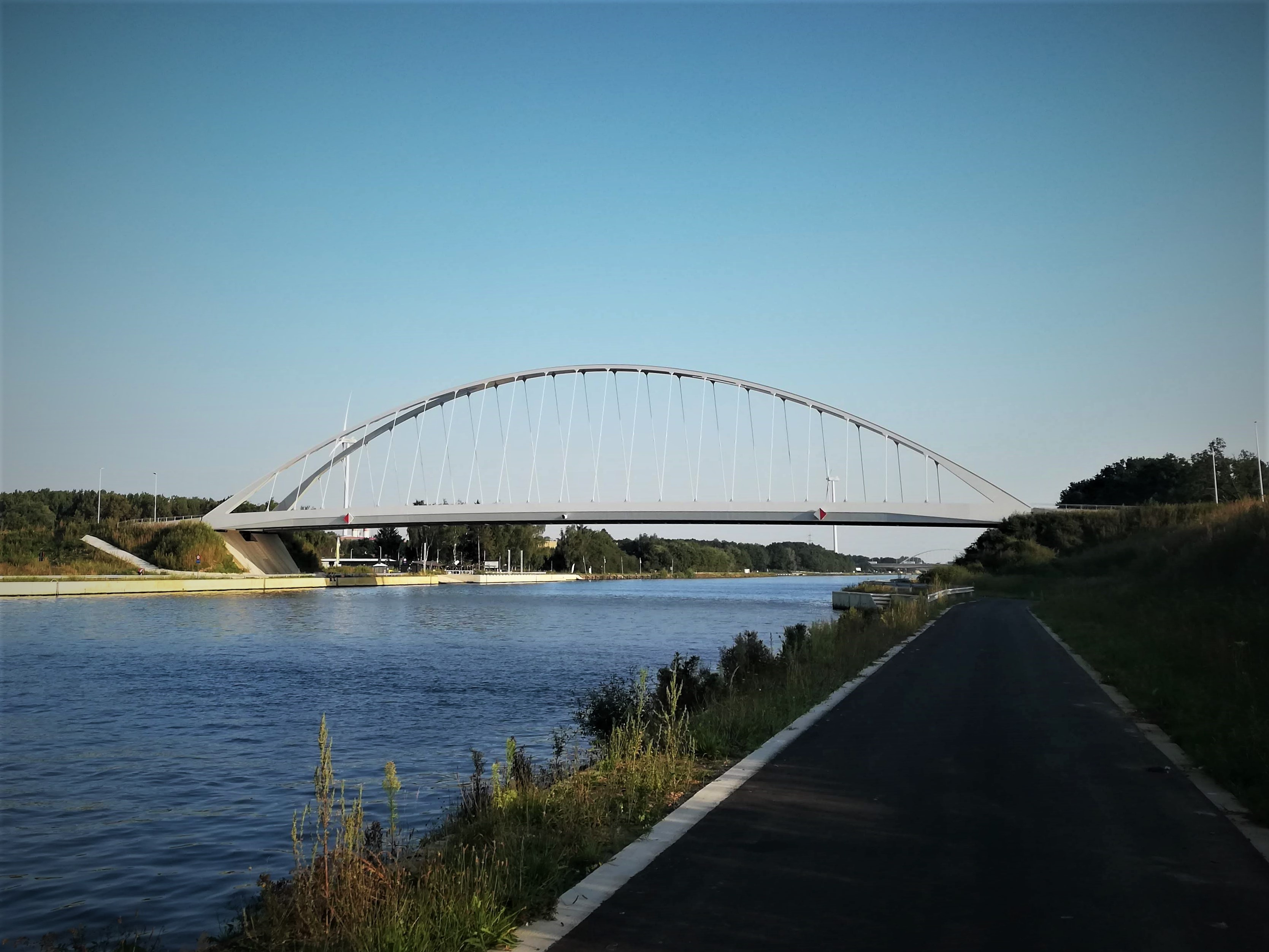
2 september 2021: afgewerkte brug van Genenbos gezien van noord naar zuid.